# 가라쿠리

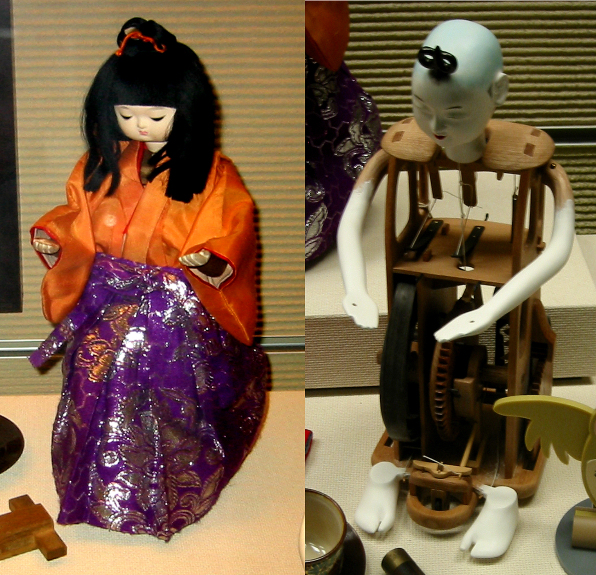
가라쿠리 인형

가라쿠리(からくり)는 일본의 자동인형으로, 차 따르는 인형, 활 쏘는 인형, 붓글씨 쓰는 인형 등 다양하다.

## 같이 보기
- 테루테루보즈